# Алья
Алья́ (фр. Alliat, окс. Aliat) — коммуна во Франции, находится в регионе Окситания. Департамент коммуны — Арьеж. Входит в состав кантона Тараскон-сюр-Арьеж. Округ коммуны — Фуа.
Код INSEE коммуны — 09006.

## Население
Население коммуны на 2008 год составляло 64 человека.
| 1962 | 1968 | 1975 | 1982 | 1990 | 1999 | 2008 |
| ---- | ---- | ---- | ---- | ---- | ---- | ---- |
| 67   | 71   | 68   | 65   | 55   | 62   | 64   |

## Экономика
В 2007 году среди 48 человек в трудоспособном возрасте (15—64 лет) 30 были экономически активными, 18 — неактивными (показатель активности — 62,5 %, в 1999 году было 70,7 %). Из 30 активных работали 25 человек (14 мужчин и 11 женщин), безработных было 5 (2 мужчины и 3 женщины). Среди 18 неактивных 3 человека были учениками или студентами, 9 — пенсионерами, 6 были неактивными по другим причинам.